# Departamento de Kiffa
Kiffa es un departamento de la región de Assaba, en Mauritania. En marzo de 2013 presentaba una población censada de 110 714 habitantes. Está formado por las siguientes comunas, que se muestran asimismo con población de marzo de 2013:
- Kiffa 60,005
- Aghoratt 18,358
- El Melgue 10,747
- Kouroudjel 3,827
- Legrane 13,157
- Nouamline 4,620[1]